# Universidad de Colima

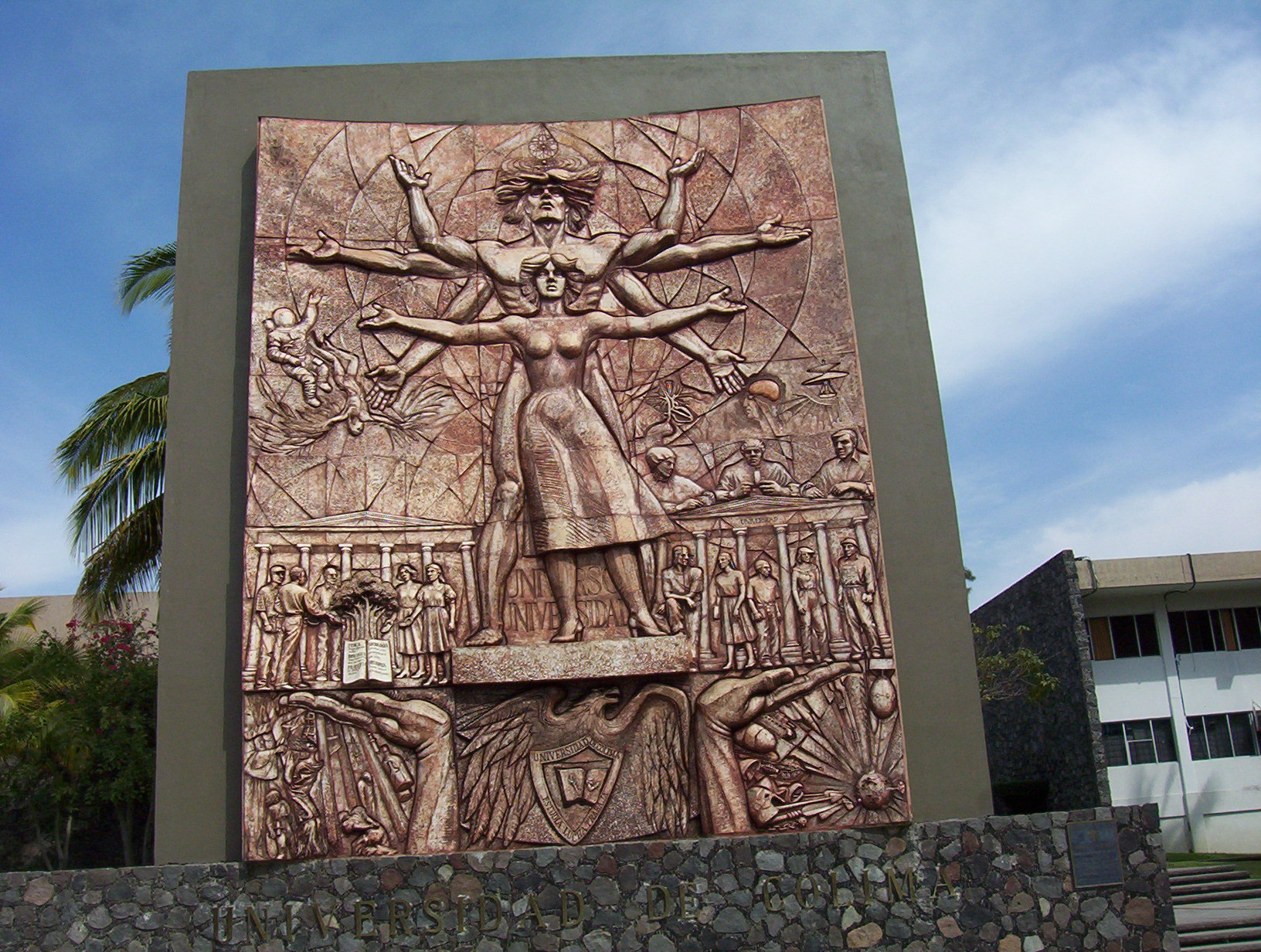

Die Universidad de Colima ist die öffentliche Universität des mexikanischen Bundesstaates Colima. Sie hat Campus in den Orten Colima, Villa de Álvarez, Coquimatlán, Tecomán und Manzanillo.

## Geschichte
Die Gründung erfolgte am 16. September 1940 unter dem Eindruck der Amtszeit von Lázaro Cárdenas del Río.

## Gliederung
Die Fakultäten sind auf die größeren Ortschaften des Bundesstaates aufgeteilt.

### Campus Colima
Colima ist der größte Campus der Universität Colima. In Colima werden Telematik, Krankenpflege, Medizin, Sozialarbeit, Psychologie, Erziehungswissenschaften, Marktforschung, Philologie, Bildende Künste, Jura und Naturwissenschaften angeboten, sowie die integrierten Studiengänge Betriebswirtschaftslehre/Verwaltungswissenschaften und Politikwissenschaft/Sozialwissenschaften.

### Campus Villa de Álvarez
In Villa de Álvarez werden die Studiengänge Fremdsprachen, Volkswirtschaftslehre, Pädagogik, Philosophie und Tourismus angeboten.

### Campus Coquimatlán
In Coquimatlán werden die Studiengänge Architektur, Chemie, Elektroingenieurwesen und Ingenieurwesen für Städtebau und Infrastruktur angeboten.

### Campus Tecomán
In Tecomán werden die Studiengänge Tiermedizin und Biologie angeboten sowie der integrierte Studiengang Betriebswirtschaftslehre und Verwaltungswissenschaften.

### Campus Manzanillo
In Manzanillo werden die Studiengänge Ingenieurwesen für Elektromechanik, Meereskunde und Krankenpflege und Außenhandelswirtschaft angeboten, sowie der integrierte Studiengang Betriebswirtschaftslehre und Verwaltungswissenschaften.